# Marek Pyc
Marek Pyc (ur. 4 lipca 1955 w Wałczu, zm. 20 sierpnia 2021 w Gnieźnie) – polski duchowny katolicki, profesor nauk teologicznych, pracownik Wydziału Teologicznego Uniwersytetu im. Adama Mickiewicza w Poznaniu.
W latach 1975–1981 roku odbył studia w Prymasowskim Wyższym Seminarium Duchownym w Gnieźnie. Po przyjęciu święceń kapłańskich 6 czerwca 1981 roku posługiwał przez rok jako wikariusz w Wągrowcu. Specjalizował się w teologii dogmatycznej. Wykładowca tejże teologii w Prymasowskim Wyższym Seminarium Duchownym w Gnieźnie oraz Wyższym Seminarium Duchownym w Bydgoszczy. Był kierownikiem Zakładu Teologii Dogmatycznej na Wydziale Teologicznym Uniwersytetu im. Adama Mickiewicza w Poznaniu, pełnił także funkcję ojca duchownego gnieźnieńskiego seminarium. Był redaktorem naczelnym czasopisma Studia Gnesnensia. W 2010 roku uzyskał tytuł profesora nauk teologicznych. Prowadził zajęcia z zakresu chrystologii, sakramentologii, pneumatologii oraz mariologii.
Zmarł 20 sierpnia 2021 roku, pochowany na cmentarzu parafialnym w Solcu Kujawskim.

## Ważniejsze publikacje
- Chrystus, piękno - dobro - prawda : studium chrystologii Hansa Ursa von Balthasara w jej trylogicznym układzie (2002)
- Znaki bliskości Ojca (2005)
- Znaki trynitarnej bliskości : teologalny wymiar sakramentów świętych (2007)
- Chrystologia soborów chrześcijańskiej starożytności (2019)